# Amminometiltransferasi
La amminometiltransferasi è un enzima appartenente alla classe delle transferasi, che catalizza la seguente reazione:
[proteina]-S8-amminometildiidrolipoillisina + tetraidrofolato ⇄ [proteina]-diidrolipoillisina + 5,10-metilenetetraidrofolato + NH3
L'enzima è un componente, assieme alla glicina deidrogenasi (decarbossilante) (numero EC 1.4.4.2) ed alla diidrolipoil deidrogenasi (numero EC 1.8.1.4), del sistema di taglio della glicina, conosciuto come glicina sintasi. Il sistema di taglio della glicina è costituito da quattro componenti che si associano debolmente: la proteina P (numero EC 1.4.4.2), la proteina T (EC 2.1.2.10), la proteina L (numero EC 1.8.1.4) e la proteina H che porta il lipoile [3].